# 8 (film)
Pour les articles homonymes, voir 8 (nombre).
Pour plus de détails, voir Fiche technique et Distribution.
8 est un film français à sketches réalisé par plusieurs réalisateurs et sorti en 2008. Il s'agit d'une fiction traitant des objectifs du millénaire pour le développement (OMD) fixés lors du Sommet du Millénaire de septembre 2000, réalisé dans le cadre de la campagne Huit fois oui. Le film propose huit courts métrages d'une durée de 8 à 15 minutes (100 minutes au total), assemblés sous la forme d'un long métrage. 
Le film est présenté en avant-première Festival international du film de Rome 2008, puis dans de nombreux autres évènements dont le festival de Cannes 2009.

## Thème
Huit réalisateurs ont eu carte blanche pour traiter l'une des thématiques :
- Abderrahmane Sissako : réduire l'extrême pauvreté et la faim
- Gael García Bernal : assurer l'éducation primaire pour tous
- Mira Nair : promouvoir l'égalité des sexes et l'autonomisation des femmes
- Gus Van Sant : réduire la mortalité infantile
- Jan Kounen Panshin Beka Winoni, ou L'Histoire de Panshin Beka : améliorer la santé maternelle
- Gaspar Noé SIDA : combattre le VIH, le paludisme et d'autres maladies
- Jane Campion The Water Diary : assurer un environnement durable
- Wim Wenders Person to Person : mettre en place un partenariat mondial pour le développement.

Les courts métrages de Gaspar Noé et Jane Campion ont été sélectionnés pour le festival de Cannes 2007.

## Fiche technique
- Titre : 8
- Réalisation :
  - Jane Campion : segment The Water Diary
  - Gael García Bernal : segment The Letter
  - Jan Kounen : segment The story of Panshin Beka
  - Mira Nair : segment How can it be?
  - Gaspar Noé : segment SIDA
  - Abderrahmane Sissako : segment Tiya's dream
  - Gus Van Sant : segment Mansion on the hill
  - Wim Wenders : segment Person to Person
- Scénario :
  - Régine Abadia : segment The Story of Panshin Beka
  - Jane Campion : segment The Water Diary
  - Erin Dignam (en) : segment 'Person to Person
  - Gael García Bernal : segment The Letter
  - Jan Kounen : segment The Story of Panshin Beka
  - Suketu Mehta : segment How Can it Be?
  - Rashida Mustafa : segment How Can't it Be?
  - Gaspar Noé : segment SIDA
  - Abderrahmane Sissako : segment Tiya's Dream
  - Wim Wenders : segment Person to Person
- Musique originale : Mark Bradshaw (en), Mychael Danna, Jean-Jacques Hertz, Nicolas Jorelle, Nadine Kaiser, François Roy, Rob Simonsen, Mark Tschanz et Walter Werzowa
- Photographie : Greig Fraser, Dominique Gentil, Rain Li, Gaspar Noé, Declan Quinn et David Ungaro
- Montage : Nadia Ben Rachid, Marc Boucrot, Anny Danché, Allyson C. Johnson, Heidi Kenessey, Gaspar Noé, Alex Rodríguez et Gus Van Sant
- Distribution des rôles : Cindy Tolan (en)
- Décors : Sebastian Soukup (de) et Adam Stockhausen
- Sociétés de production : Les Cinémas de la zone, LDM Productions
- Producteurs délégués: Marce Obéron, Lissandra Haulica
- Production exécutive : Ami Boghani, Franck-Nicolas Chelle, David Allen Cress, Pablo Cruz, Gael García Bernal, Christopher Gill, Lissandra Haulica, Finnur Jóhannsson (en), Neil Kopp (en), In-Ah Lee (en), Mira Nair, Lise Paillet, Philipp G. Steffens, Anadil Hossain, Belinda Mravicic
- Pays d'origine :  France
- Durée : 100 minutes (huit segments de 8 à 15 minutes)
- Langues originales : français, anglais
- Dates de sortie :
  - Italie : 23 octobre 2008 (festival international du film de Rome)
  - France : mai 2009 (festival de Cannes 2009)
  - Belgique : 2 octobre 2009 (festival international du film francophone de Namur)

## Distribution
- Konkona Sen Sharma : Zeinab (segment How can it be ?)
- Bob Geldof : lui-même
- Youssou N'Dour : lui-même
- Campino : lui-même
- Herbert Grönemeyer : lui-même